# Jahodov
Jahodov (německy Beerenhof) je obec v okrese Rychnov nad Kněžnou v Královéhradeckém kraji. Leží zhruba čtyři kilometry jihovýchodně od Rychnova nad Kněžnou. Obcí protéká Jahodovský a Roveňský potok, jižní hranici jahodovského katastru tvoří železniční trať z Vamberka do Rokytnice v Orlických horách a řeka Zdobnice. Žije zde 100 obyvatel.

## Historie
První písemná zmínka o obci pochází z roku 1707. V místní pamětní knize obce sepsané kronikářem Františkem Nedvídkem (rodákem a rolníkem z Jahodova čp. 24) v době první Československé republiky, jsou uvedeny i záznamy téměř o jedno století starší.
Stavení obce jsou rovnoměrně rozložena podél hlavní silnice od Rovně ke Studánce, tak jak je pravděpodobně počátkem 17. století nařídila Kolowratská vrchnost při vzniku Jahodova „na zelené louce“ a přidělených souměrných pozemcích postavit. Samostatnou částí, vzdálenou od zmíněné hlavní silnice, je tzv. „Vršál“, několik roubených chalup (sedm popisných čísel a čtyři hospodářská stavení) a vršek se staletými lipami alokovaný ve směru na Peklo nad Zdobnicí, seskupených kolem roubenky čp. 29, postavené Ludvíkem Preclíkem v 19. století.
Od pramene Na Vršále protéká částí Jahodova potok, směřující ke zříceninám mlýna, vyhořelého počátkem 20. století. V údolí kolem potoka se vyskytuje mlok skvrnitý.
Přidělené území (zelená louka) vzniklo zejména vymýcením lesa, kdy na vzniklých parcelách rostlo velké množství lesních jahod a odtud prý pochází název obce. Souvislý hustý les, táhnoucí se až k řece Zdobnici, tvoří dosud více než polovinu výměry katastru obce Jahodova.
Sousední katastry (vesnice) Roveň a Dlouhá Ves severozápadně od Jahodova jsou od 1. ledna 1981 částí okresního města Rychnov nad Kněžnou.

## Obyvatelstvo
| Rok            | 1869 | 1880 | 1890 | 1900 | 1910 | 1921 | 1930 | 1950 | 1961 | 1970 | 1980 | 1991 | 2001 | 2011 | 2021 |
| -------------- | ---- | ---- | ---- | ---- | ---- | ---- | ---- | ---- | ---- | ---- | ---- | ---- | ---- | ---- | ---- |
| Počet obyvatel | 166  | 139  | 167  | 157  | 123  | 131  | 127  | 109  | 109  | 92   | 77   | 68   | 80   | 92   | 110  |
| Počet domů     | 28   | 28   | 27   | 27   | 27   | 26   | 33   | 31   | 30   | 30   | 27   | 28   | 37   | 37   | 38   |

## Obecní správa
Mezi lety 1869–1921 Jahodov byl jako osada obce k Rovni v okrese Rychnov nad Kněznou (v letech 1869–1890 Rychnov). V letech 1930–1950 byl obcí. V letech 1961–1980 byl znovu jako část obce k Rovni. Od 1. ledna 1981 do 23. listopadu 1990 patřil jako část města k Rychnovu nad Kněžnou a od 24. listopadu 1990 je opět samostatnou obcí.

## Pamětihodnosti
- Kaple Panny Marie z roku 1870
- Krucifix s nápisem Iesus Hominum Salvator
- Roubené stavení čp. 29 "U Preclíků" na Vršále
- Boží muka v poli proti čp. 28
- Zřícenina mlýna z 18. století, vyhořelého roku 1917
- Pozdně barokní kříž v Končinách
- Masarykova lípa Na Spálenisku

## Doprava

### Železniční spojení
Nejbližší železniční spojení je zajištěno ze stanice Peklo nad Zdobnicí, která je částečně na Jahodovském katastru na lokální trati Rokytnice v Orlických horách-Doudleby nad Orlicí. Další pěší i automobilové spojení je možné přes Dlouhou Ves a Roveň z nádraží v Rychnově nad Kněžnou na trati Častolovice-Solnice.

## Zajímavosti
Citováno z pamětní knihy obce Jahodova, sepsané Františkem Nedvídkem, rolníkem a kronikářem Jahodova z čp. 24:
- „V roce 1870 byla postavena kaple blahoslavené Panny Marie z odkazu Wolfganga Hanuše, faráře v Újezdě u Opočna, rodáka to jahodovského z čísla 21. Od té doby slaví Jahodov svoji pouť a posvícení, v kteréžto věci se stal nezávislým od Rovně. Zvonek byl pořízen již v roce 1864 z odkazu téhož a dáno mu jméno Wolfgang. Za první světové války byl zvonek zachráněn před rekvírováním zakopáním u stodoly čp. 3, za druhé byl v Praze Na Maninách přikryt větším zvonem.“

- „Zajímavé je sledovati, jak koncem prvé a začátkem druhé poloviny století devatenáctého rozmohla se touha po hospodě. Koncem prvé a začátkem druhé poloviny století devatenáctého rozmohla se touha po hospodě. Nejstarší z nich byla v čísle 24 na Spálenisku, jež zanikla někdy v posledních létech století osmnáctého a jejím posledním majitelem byl Kazbal. Pak byla hospoda v čísle 15 - hostinský Krčmář, v čísle 19 - Seidl, v čísle 16 - Hrobař, v čísle 17 - Kubec, v čísle 21 - Buben a nejmladší z nich v čísle 28 (dvojdomku postaveném roku 1833 na nové parcele), jíž založil Rudolf Preclík asi kolem roku 1855 a fungovala ještě v roce 1955. Jeho nejmladší syn Vratislav, narozený zde na sv. Vavřince 10. 8. 1879, byl známým pražským uzenářem a jeho prodejna a hostinec pod podloubím na Loretánském náměstí čp. 106 v Praze 1 na Hradčanech byly v provozu ještě v roce 1946.“

- „Bylo to 10. července 1926, když oznámil okresní úřad obcím svého obvodu, že 14. července navštíví Rychnov nad Kněžnou pan prezident Tomáš Garrigue Masaryk. A tu jeden doklad lásky lidu k svému představiteli. Nebylo třeba nařízení shůry – tolik a tolik lidí z každé obce se musí dostavit; naopak v Jahodově v mnohých rodinách vznikl nesvár o to, kdo bude doma hlídat a tak se nás v Rychnově sešlo tolik, že jsem uvažoval, kdo vlastně zůstal doma a hlídá. Tak to bylo ve všech obcích širokého okolí. Mám zato, že nikdy před tím nebyl Rychnov tak zaplněn. S napětím očekávali jsme příjezd pana prezidenta. Každý z nás se těšil jak mocně šťastni provoláme „Sláva a Nazdar“, a když konečně kolem 10. hodiny přijel, krásný vznešený stařec v bílém šatě, svůj mezi své, bez štábu úředníků, nehlídán ani uniformovanou ani neuniformovanou tělesnou stráží, stála nás většina s hrdly pohnutím staženými, takže naše volání bylo spíš vzlykům podobné. Při vystoupení z auta přivítali pana prezidenta krátkým ale srdečným proslovem představitelé městské rady, okresního úřadu a deputace studentů gymnázia. Na to pan prezident vystoupil na připravenou tribunu, kolem obstoupenou spoustou mládeže v národních krojích, a odtud vřelými a upřímnými slovy poděkoval shromážděnému lidu. Není možné zapomenout na 14. červenec 1926, kdy mezi nás přišel náš prezident Osvoboditel.“

## Galerie

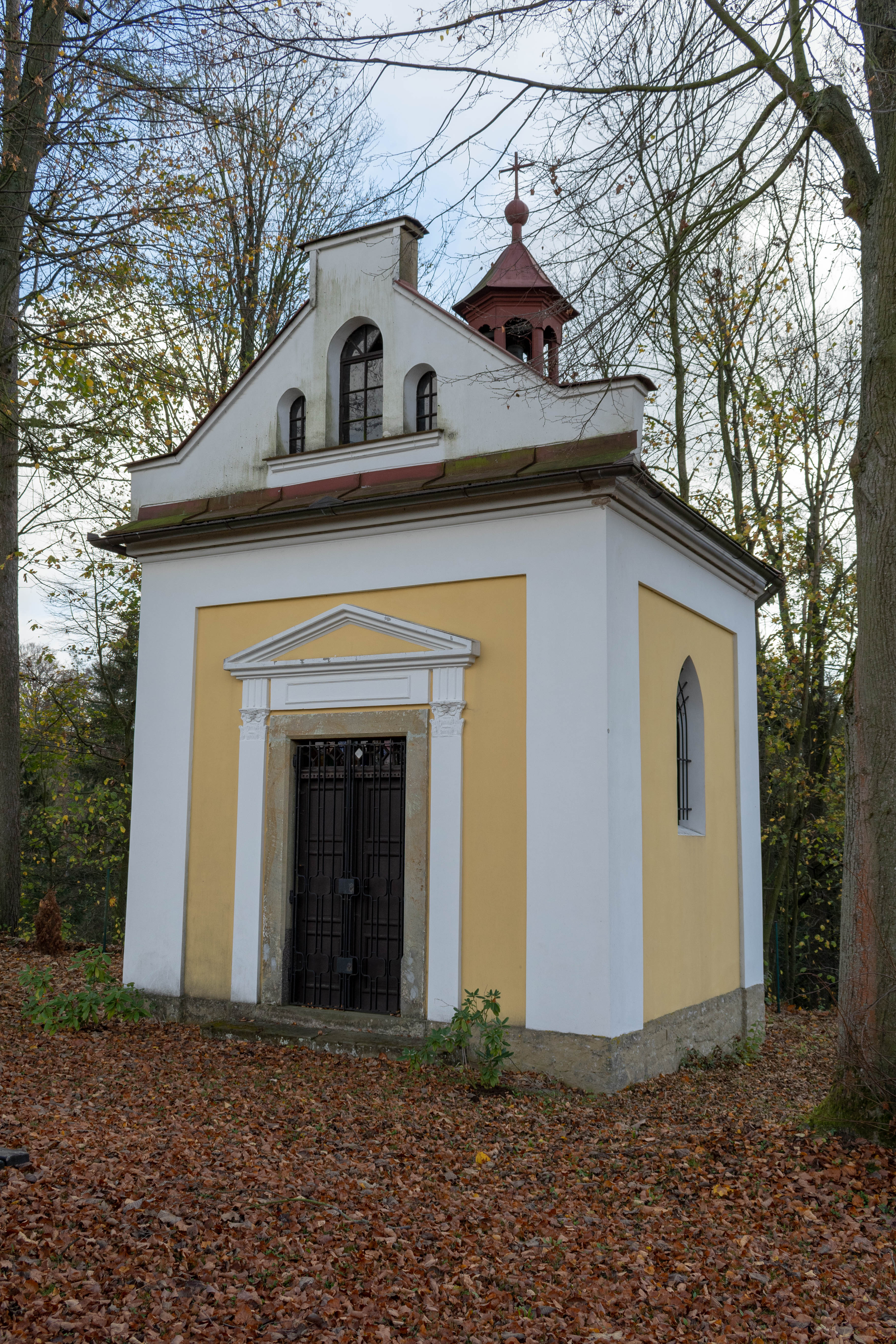
Kaplička Panny Marie
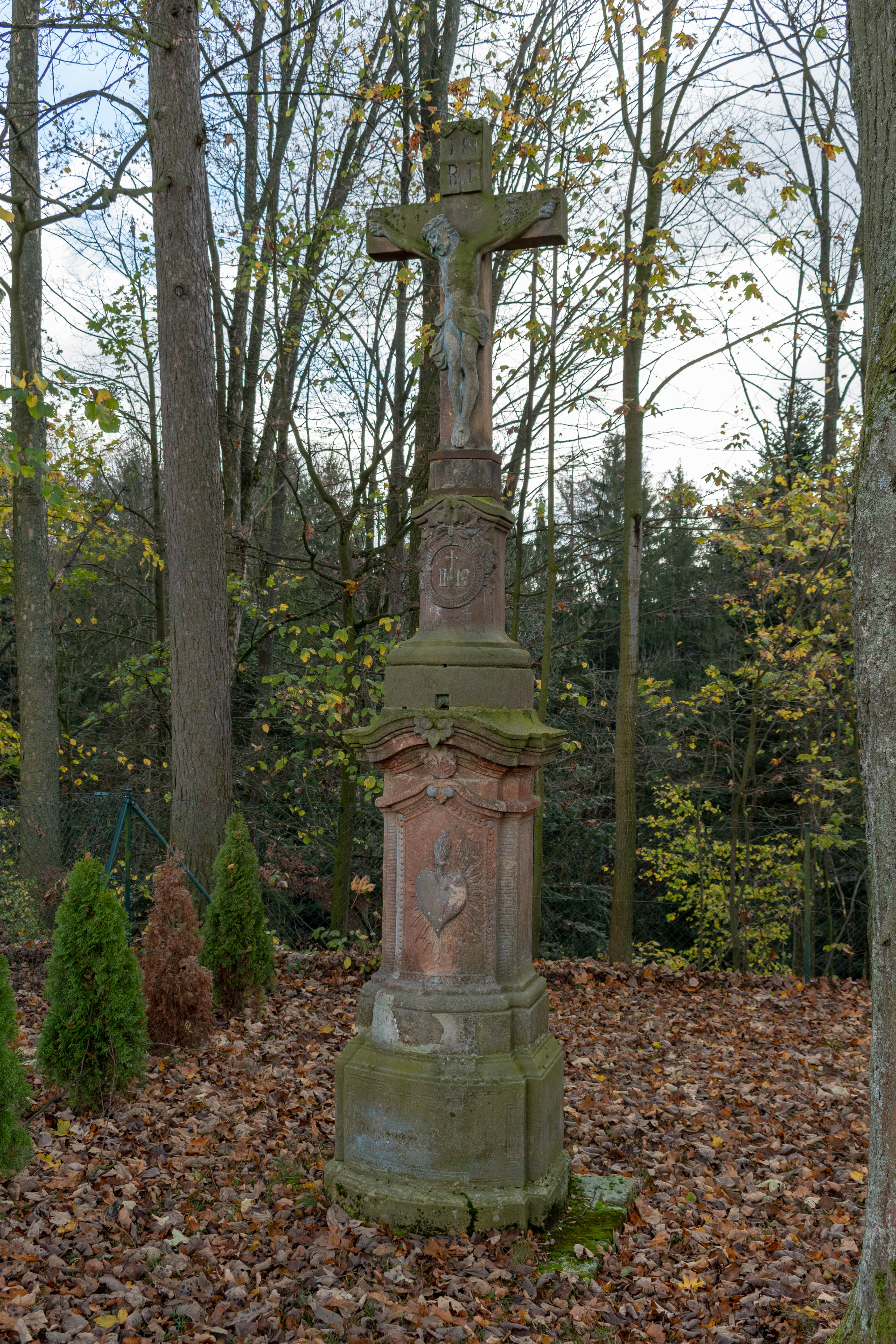
Památkově chráněný kříž vedle kapličky